# Androu
Androu (en georgiano: ანდროუ; en abjasio: Андроу) es una aldea que pertenece a la parcialmente reconocida República de Abjasia, dentro del distrito de Ochamchire, aunque de iure es parte del municipio de Ochmachire de la República Autónoma de Abjasia de Georgia.

## Geografía
Androu está en la orilla del río Duab, a 2 km de Chlou y a 24 km de Ochamchire. La aldea se administra desde el pueblo de Chlou.  

## Economía
La elaboración de té se desarrolló durante el período soviético. 